# Personaggi di Capri
Questa voce contiene un elenco dei personaggi presenti nella serie televisiva Capri.

## Personaggi principali

### Vittoria Mari
Interpretata da Gabriella Pession (stagioni 1-2)
Laureata in psicologia, vive a Brembate, in provincia di Bergamo. Sta per sposarsi ma viene convocata a Capri da un noto notaio poiché la contessa Isabella Galiano la nomina sua erede insieme ai due nipoti, Massimo e Umberto. Vittoria scoprirà più tardi di essere stata adottata e di essere quindi la figlia di Angela ed Enzo, assassinati poco dopo la sua nascita dalla malavita organizzata; di conseguenza scopre che Reginella, la cuoca della Villa, è in realtà la nonna materna. La ragazza, non poco sconvolta da queste rivelazioni, inizia una relazione con il "sex symbol" Umberto Galiano, il quale però è un uomo spavaldo e dedito al tradimento. Il susseguirsi degli avvenimenti la condurranno tra le braccia di Massimo, con il quale nascerà un vero amore che sarà spesso ostacolato da diverse vicende soprattutto durante la seconda stagione della fiction a causa di Cosimo Rizzuto, noto benefattore riconducibile a sua madre Angela che cercherà di dividerli. Scoperta la realtà di Cosimo, Vittoria tornerà tra le braccia del suo amato e deciderà di partire con lui per l'America.

### Massimo Galiano
Interpretato da Kaspar Capparoni (stagioni 1-2)
Nipote di Donna Isabella, amministra una piccola flotta turistica in dissesto e ha un figlio, Nicola, nato dal matrimonio con Giulia, la sua prima moglie morta in un incidente in mare. Si innamora di Vittoria con la quale cura la gestione del resort di Villa Isabella, ma per rispetto della sua relazione col fratello non fa mai la prima mossa. È la parte saggia dei Galiano, costretto spesso a riparare le bravate del più spensierato Umberto. Nella seconda stagione si occupa di recuperare un antico relitto appartenuto a una principessa egiziana che ha scoperto casualmente nei fondali di Capri e cercherà di svelare i molti misteri del passato di Cosimo Rizzuto. Riuscendo a comprendere la vera realtà di Rizzuto grazie all'aiuto del fratello Umberto, riuscirà a salvare dalle sue grinfie l'amata Vittoria. Insieme alla sua donna lascia Capri dopo qualche tempo, partendo per l'America. 

### Umberto Galiano
Interpretato da Sergio Assisi (stagioni 1-2)
Fratello di Massimo, è il classico dongiovanni ricco, sempre a caccia di turiste da conquistare e perciò soprannominato da tutti Re di Capri. Nella prima stagione si innamora di Vittoria e cambia completamente, diventando un fidanzato fedelissimo e devoto. Scampoli della sua vecchia natura, tuttavia, minano la sua storia con la ragazza. Durante la prima stagione Umberto finisce in prigione per spaccio di droga ma si scoprirà che la droga in casa l'aveva messa Domenico Scapece. Quando Vittoria e Massimo si mettono assieme Umberto, ferito, parte. Torna dopo tre anni sposato con Ines Doledo, la violinista spagnola con cui aveva tradito Vittoria. La storia con Ines è però campata in aria e il Re di Capri si innamora infine di Daiana Spagnuolo, la figlia di un suo dipendente che da sempre ha una cotta per lui. Nella terza stagione il suo personaggio è in Inghilterra con Daiana e viene principalmente menzionato da donna Isabella e da Greta, sua figlia, avuta con una turista danese.

### Daiana Spagnuolo
Interpretata da Maria Comegna (stagione 1) e da Chiara Gensini (stagione 2).
Daiana è la primogenita di Gennarino e Amalia. Pur sapendo che Umberto Galiano sia il suo principe azzurro, essa decide di partire per Londra. Nella seconda stagione Daiana torna a Capri, laureata e in procinto di sposarsi con Saverio. La ragazza lo sposa, ma non scorderà Umberto con il quale inizierà comunque una relazione. Dopo una lunga riflessione Daiana deciderà di volere il divorzio da Saverio per sposarsi con Umberto, sebbene i suoi genitori siano estremamente ostili con lui conoscendo il suo rapporto con le donne. Daiana non compare nella terza stagione perché sarà in Inghilterra con il suo Umberto e sua madre Amalia.

### Reginella Amato
Interpretata da Isa Danieli (stagioni 1-2, guest stagione 3)
È la cuoca di Villa Isabella e poi cuoca del Resort, madre di Angela e quindi nonna di Vittoria. Lavora alla villa per oltre quarant'anni, cosa che fa di lei una sorta di regina dell'isola e di anima di Capri. Corteggiata da sempre dal pescatore Totonno, lo sposa ma decide di mantenere i propri spazi e di comportarsi da eterna fidanzata. Scorbutica e dura come la pietra , è molto superstiziosa e dotata di una saggezza popolare che però non le permette di superare certe sue cocciute convinzioni. Veglia sui Galiano come se fossero figli suoi ed è pronta a rimproverarli aspramente quando necessario. Quando è in difficoltà parla con il ritratto dell'amatissima Donna Isabella, ed è pronta a giurare che quella le risponda. Apprende che Domenico Scapece ordinò a Cosimo Rizzuto l'omicidio di sua figlia Angela e di Enzo (genitori di Vittoria). Muore all'inizio della terza stagione ma la sua presenza si manifesta in qualità di fenomeni fisici, atmosferici e incidentali.

### Carolina Scapece
Interpretata da Bianca Guaccero (stagioni 1-3)
Figlia dell'arcinemico dei Galiano, Domenico Scapece, Carolina è sinceramente innamorata di Massimo ma è senza scrupoli, viziatissima e disonesta. Decide di redimersi alla morte del padre, ma dopo due anni di carcere scopre che anche Reginella, cui aveva scritto chiedendo perdono delle sue malefatte, è morta. Per onorare la vecchia cuoca pensa di risollevare il resort di Villa Isabella, ma si scontra con l'iniziale ostilità di tutti i capresi e della stessa contessa Galiano, che viene poi conquistata dalla sua bravura e dalla sua tenacia. Si innamora dell'alpinista Andrea Concordia ed è da lui ricambiata, ma prima che i due trovino pace passa molto tempo. Canta molto bene e per un certo periodo raggiunge la fama col nome d'arte di Malafemmina, tant'è che quando è lontana da Villa Isabella si guadagna da vivere esibendosi all'ex Hotel Scapece.

### Andrea Concordia
Interpretato da Gabriele Greco (stagione 3)
Andrea è un alpinista che mira a scalare il Kailash, su cui suo padre perse la vita, e che si trova a Capri per fare una sorpresa ai suoi amici Tony e Vittorio; ma una volta messo piede sull'isola dell'amore ci rimane più tempo del previsto. Si innamora di Carolina, ma il loro rapporto è ostacolato dalla cotta che anche Greta ha per lui, nonché dalla sclerosi multipla; malattia che Andrea tiene nascosta a tutti e che lo tormenta profondamente. Tende a evitare i propri problemi occupandosi di quelli degli altri, cosa che gli fa guadagnare una certa fama di eroe senza macchia e paura. È taciturno e riflessivo, tant'è che sono spesso i suoi amici Tony e Vittorio, che vivono con lui alla Tenda Berbera e lo chiamano monaco, a trascinarlo di peso in feste e attività più o meno avventurose. Alla fine della terza stagione resta con Carolina.

### Donna Isabella Galiano
Interpretata da Lucia Bosè (stagione 3)
La leggendaria contessa Isabella Galiano è la padrona dell'omonima Villa e la zia di Umberto e Massimo. Stravagante e impenetrabile, Donna Isabella è un autentico spirito libero e arriva a fingersi morta per oltre dieci anni per scappare in India con l'amatissimo Rajiv (Shel Shapiro). La sua messinscena, invero, serviva anche per far ritrovare a Reginella la nipote Vittoria: le due donne erano legatissime e in assenza dell'altra sostengono lunghe e accorate conversazioni con i reciproci ritratti. Quando si ripresenta a Capri per festeggiare gli ottant'anni di Reginella e poi per piangerne la morte, però, la contessa si ritrova per le mani un resort da gestire, ed è ben decisa a venderlo. Si attira l'astio dei suoi dipendenti dimostrandosi indisponente e cocciuta, ma poi si lascia travolgere dalla determinazione di Carolina e tutti, come la ragazza, inizieranno ad affezionarsi a lei. Ama andare controcorrente, circondarsi da giovani festaioli, viziare la nipote Greta e prendersi cura, in modo del tutto personale, della cucina del resort assieme a Carolina, cui si lega come ad una figlia.

### Rossella Scorticelli
Interpretata da Antonella Stefanucci (stagioni 1-3)
Rossella è la migliore amica di Vittoria nelle prime due stagioni e fa amicizia anche con Carolina nella terza. In passato è stata una gran bellezza e una donna di mondo, ora gestisce un'agenzia di viaggi e un sito di gossip e si autodefinisce una gnocca vintage. Schietta, pratica, un po' ignorante e volgarotta ma a suo modo saggia, è esilarante nei suoi scatti d'ira. Ha sposato l'immigrato Said per fargli avere il permesso di soggiorno, ma i due hanno finito per innamorarsi davvero e hanno avuto un figlio, Pasqualino. È una sorta di Grillo Parlante di Vittoria prima e di Carolina poi.

### Greta Galiano
Interpretata da Alexandra Dinu (stagioni 2-3)
Greta compare dalla seconda stagione. È la figlia di Umberto e di una sua vecchia fiamma danese, Borgil, che per diciassette anni ha nascosto la cosa sia a lui che alla figlia. Nella terza stagione si innamora di Andrea, che però non ha occhi che per Carolina. Dopo un soggiorno a Londra dal padre, Greta capisce di aver sbagliato e di essere ancora innamorata di Thomas, il suo ragazzo italo-danese.

### Lucia Proto
Interpretata da Miriam Candurro (stagioni 2-3)
Lucia è una cameriera di Villa Isabella, con un passato molto difficile alle spalle. Viveva in una torretta diroccata sulla spiaggia con pochissimi mezzi, ed era arrivata a rubare e prostituirsi per sopravvivere. Nella seconda stagione ha una complicata relazione con il giovane ereditiere Falco Palmieri, che la lascia molto scottata e diffidente nei confronti degli uomini e dei ricchi in particolare. Nel frattempo si guadagna da vivere aiutando Massimo, Umberto e Vittoria nel recupero delle anfore egizie. Nella terza stagione si trova a crescere da sola sua figlia Marcellina, avuta da Falco, ed è contesa da Carmelo e Vittorio, il quale adora anche la piccola Marcellina.

### Vittorio Mottola
Interpretato da Fabrizio Nevola (stagione 3)
Altro amico di Andrea, è un aristocratico spiantato scanzonato e creativo, bravo a cucinare e molto leale. È il primo a cui Andrea confessa la sua malattia, e mantiene religiosamente il suo segreto nonostante gli pesi molto che l'amico sia giudicato da chi pensa che abbia lasciato tutto e tutti per capriccio. Si finge ancora miliardario per conquistare Gina, ma le sue bugie hanno le gambe molto corte. In seguito si innamora di Lucia e lega con la figlia di lei, Marcellina, riuscendo anche a scalfire la paura che la ragazza ha di avventurarsi in una nuova relazione.

### Tony Taurisano
Interpretato da Fabio Ghidoni (stagione 3)
Amico di Andrea, scansafatiche patentato, ha acquistato il terreno accanto a Villa Isabella con i soldi del temutissimo zio miliardario e intende gestire la Tenda Berbera sitavi pur di non andare a lavorare negli agrumeti di famiglia, in Sicilia. Ha un buon cuore, ma è ingenuo, pigro e infantile. Ha una cotta per Carolina e si convince che lei lo ricambi, perciò dopo aver saputo che lei sta con Andrea va su tutte le furie. Ricostruirà il rapporto con il suo amico dopo averne scoperto la malattia e si fidanzerà con Gina.

### Gina Stornaiolo
Interpretata da Laura Barriales (stagione 3)
È la figlioccia di donna Isabella, nata da due ex dipendenti della contessa emigrati in Argentina. La ragazza va a Capri in cerca di un lavoro e di un miliardario da sposare per aiutare economicamente la sua famiglia in difficoltà. Si innamora di Tony, per conquistare il quale elabora un certosino piano di seduzione e conquista, arrivando anche a fidanzarsi con lui e presentarlo praticamente subito ai propri genitori.

## Altri personaggi

### Totonno Cacace
Interpretato da Carlo Croccolo (stagioni 1-3)
Di professione pescatore, è innamorato da sempre di Reginella, con cui poi si sposa. Schietto e di buon cuore, inizialmente non sopporta Carolina, ma decide poi di accompagnarla all'altare dopo un "segno" della defunta moglie.

### Carmelo e Ninì
Interpretati rispettivamente da Carmine Recano e Leandro Amato (stagioni 1-3)
Sono due pescatori e amici di Totonno, benché molto più giovani di lui. Nella prima stagione Carmelo ha una relazione con l'americana Nancy, che però torna negli Stati Uniti lasciandolo già nella seconda stagione. Ninì, invece, rischia di avere una storiella con Greta, prontamente stroncata da Umberto. In seguito Carmelo cerca di conquistare Lucia, senza troppo successo.

### Alan Spagnuolo
Interpretato da Gianluca Salvo (stagioni 1-3)
È il figlio di Gennarino. Nelle prime due stagioni è il migliore amico di Nicola, figlio di Massimo Galiano, e trascorre gran parte del tempo con lui. Nella terza è alunno di Andrea quando questi si offre di fare da supplente del maestro di ginnastica. Ha una cotta per la sua migliore amica Jessica (Alessia Lamoglia) e per questo si azzuffa continuamente con il problematico Francesco (Carmine Battaglia). È principalmente Andrea a farli riappacificare, insegnando loro il valore dell'amicizia. In compenso, i ragazzi lo aiuteranno ad affrontare la malattia e lottare per Carolina.

### Gennarino e Amalia Spagnuolo
Interpretati da Lucio Caizzi e Rosanna Banfi (stagioni 1-3)
Genitori di Alan e Daiana, i due coniugi vivono con loro nella dépendance di Villa Isabella, dove lavorano con multiple mansioni. Di cultura spicciola e carattere pepato, tengono molto ai figli e a Villa Isabella. Nella terza stagione Amalia è a Londra con Daiana e torna solo in tre episodi; Gennarino, invece, diventa detective privato e si prende cura di Alan.

### Said Colj Mabhara
Interpretato da Thierno Thiam (stagioni 1-3)
Said compare dalla prima stagione, quando arriva in Italia in cerca di aiuto per sua sorella Astu, che rischia il carcere nel suo paese per adulterio. Reginella e i Galiano sposano la sua causa e Astu viene salvata, ma Said resta un clandestino e per evitare la sua espulsione Rossella decide di sposarlo. Il matrimonio, teoricamente solo formale, diventa autentico quando i due si innamorano davvero e hanno un figlio. Nella terza stagione Said è il comandante dell'Arma a Capri e collega dell'avvenente Giulia, la quale farà ingelosire non poco Rossella.

### Domenico Scapece
Interpretato da Nello Mascia (stagione 1, guest stagione 2)
Acerrimo nemico di donna Isabella Galiano, Scapece è uno degli uomini più potenti e temuti dell'isola. Insieme alla figlia, l'abile ammaliatrice Carolina, gestisce un lussuoso hotel sull'isola e spera di potersi accaparrare Villa Isabella dopo la dipartita della contessa. Quando si sente già proprietario della Villa e organizza la sua ristrutturazione rimane però a bocca asciutta quando Vittoria, in opposizione a quanto già deciso da Massimo, sospende la vendita di Villa Isabella. Cerca in ogni modo di ostacolare i Galiano e non apprezza il fatto che sua figlia Carolina frequenti Massimo. Quando Villa Isabella supera di importanza il suo hotel, Scapece, assetato di vendetta anche poiché Massimo ha rifiutato di sposare Carolina, riesce a far depositare un pacco di droga nel frigorifero di casa Galiano e, chiamando anonimamente la polizia, fa arrestare Umberto con l'accusa di spaccio di cocaina. I problemi economici insorti portano i Galiano a cedergli la gestione della Villa ma la caparbietà di Vittoria riesce a far dimostrare che il mandante del crimine di cui era stato accusato Umberto è proprio lui. Accusato anche di altri reati, Scapece viene arrestato. Dopo tre anni di carcere, ormai anziano e malato viene scarcerato e ottiene il permesso di finire i suoi giorni sulla sua isola. Tornato a Capri, dopo aver riabbracciato la figlia Carolina, muore in quello che un tempo era il suo albergo. Alcune settimane dopo la sua morte si apprende che Scapece era il mandante dell'omicidio dei genitori di Vittoria e che per l'agguato assoldò Cosimo Rizzuto.

### Gloria
Interpretata da Antonella Troise (stagione 1)
È la giornalista dell'isola. Amica di Carolina e Umberto, venderebbe la propria madre per uno scoop

### Nicola Galiano
Interpretato da Nicolò Diana (stagioni 1-2)
È il figlio di Massimo e Giulia, la defunta moglie di lui. I suoi nonni materni hanno lottato molto per averne l'affido esclusivo, ma alla fine il ragazzino viene lasciato a Massimo in via definitiva. È timido e ingenuo, molto attaccato a Vittoria.

### Donna Camilla Sorel
Interpretata da Anna Galiena (stagione 2)
Camilla è una scrittrice francese che si trova a Villa Isabella per scrivere un libro quando il ritratto della contessa è in restauro. Per via di molte coincidenze e stranezze che l'accomunano alla signora Galiano, Reginella si convince che ne sia la reincarnazione. Diventerà amica e confidente di Reginella durante la sua permanenza sull'isola.

### Falco Palmieri
Interpretato da Davide Silvestri (stagione 2)
È l'erede delle acciaierie Palmieri di Genova nonché fidanzato di Lucia. Da sempre considerato la pecora nera della famiglia, soprattutto dal padre, il ragazzo cade nel vortice della tossicodipendenza, motivo per cui cerca di nascondere a Lucia il suo passato, facendosi chiamare Dario e spacciandosi per nullatenente. Solo con l'aiuto della ragazza affronterà questo problema. Nel momento in cui accetta di prendere le redini dell'azienda – dopo la morte del cugino Federico in seguito a un incidente in moto – non tornerà più a Capri, non venendo così a conoscenza del fatto di avere avuto una figlia da Lucia, ovvero Marcellina.

### Cosimo Rizzuto
Interpretato da Luca Ward (stagione 2)
È l'antagonista nella seconda stagione, un ricco miliardario a capo di un'importante fondazione umanitaria. Torna a Capri mostrandosi interessato al progetto di recupero delle anfore egizie, che si offre di finanziare. Dietro quest'aspetto, però, si cela un uomo losco che cova un amore malato per Vittoria, tanto da cercare di allontanarla da Massimo e successivamente rapirla; Cosimo amava segretamente Angela e fu lui a uccidere i genitori di Vittoria poco dopo la sua nascita. Si suicida nell'ultimo episodio gettandosi giù da una scogliera.

### Rajiv
Interpretato da Shel Shapiro (stagione 3)
È un diplomatico indiano che ha trascorso la giovinezza a Capri con Isabella, Giannino e il loro amico Luca Ranieri. I tre ragazzi erano innamorati di Isabella, ma lei scelse Rajiv. Fu per stare con lui che la contessa si finse morta per anni e scappò in India. Quando la contessa decide di restare a Capri con Carolina, Rajiv lascia il suo incarico e si stabilisce a Villa Isabella, sposandola.

### Giannino Castaldi
Interpretato da Mariano Rigillo (stagione 3)
È il medico che si occupa di Andrea, cui è stato raccomandato da Walter (Giuliano Gemma), allenatore del giovane alpinista. È da sempre innamorato di Isabella e intrappolato in un eterno triangolo con lei e Rajiv, tant'è che i due si punzecchiano continuamente. La sua saggezza e la sua esperienza lo rendono una sorta di guru, più che un medico, per tutti.

### Rodolfo Taurisano
Interpretato da Lando Buzzanca (stagione 3)
Zio di Tony, è un eccentrico miliardario siciliano trapiantato in Texas con una mentalità da passionale padre padrone ma con il cuore buono. Vorrebbe vedere il nipote sistemato negli aranceti di famiglia in Sicilia e sposato con una bella donna, perciò caldeggia la relazione che questi si inventa con Carolina pur di restare a Capri.

### Giandomenico
Interpretato da Geremia Longobardo (stagione 3)
Giandomenico, detto Giando, è il deejay della Tenda Berbera. Inizialmente, dato che Tony cercava una deejay donna, si traveste per ottenere il lavoro ma con l'aiuto della moglie riesce a tenerlo pur venendo allo scoperto. Diventerà un grande amico di Tony e Vittorio, nonché una sorta di tuttofare del locale.

### Romeo Veralli
Interpretato da Luca Capuano (stagione 3)
Romeo torna a Capri per reincontrare Carolina, sua compagna di classe alle scuole medie, e conquistarla. Si dichiara innamorato di lei da anni e reduce da un percorso di vita simile al suo.

### Walter
Interpretato da Giuliano Gemma (stagione 3)
È l'allenatore di Andrea Concordia, lo segue negli allenamenti e nella sua preparazione alla scalata del monte Kailash. Considera Andrea come un figlio. 